# レインボウスペクトラム
『レインボウスペクトラム』（Rainbow Spectrum）は、虹のコンキスタドールの1枚目のオリジナルアルバム。2015年11月3日に FUJIYAMA PROJECT JAPANから発売。

## 概要
2014年7月のグループ結成時からアルバム発売日までに発表された楽曲の内「ぴくしぶおんど」を除いた全ての楽曲が収録された、虹のコンキスタドールにとって初のオリジナルアルバムである。初回限定盤にはシングル曲のPV映像が収録されたDVDが付属する。

## 収録曲
1. 女の子むてき宣言!
作詞・作曲・編曲：前山田健一
振付：竹中夏海
  - デビュー曲
2. THE☆有頂天サマー!!
3rdシングル。
作詞：NOBE、作曲：村カワ基成、編曲：村カワ基成・ミナミトモヤ
振付:てぃ☆イン!
3. トライアングル・ドリーマー
3rdシングルカップリング。
作詞・作曲・編曲：村カワ基成
振付:リサ
4. ドキドキ乙女の通信簿
作詞：NOBE、作曲：村カワ基成、編曲：山﨑佳祐
振付：リサ
5. Love makes me run
1stシングルカップリング。
作詞：HARUKA、作曲・編曲：Masayoshi Minoshima
振付:てぃ☆イン!
6. 電撃タクティクス
作詞：モリモトコージ、作曲・編曲：伊勢佳史
振付：IZUMI
7. 愛だけ叫んで
作詞：NOBE、作曲・編曲：中村瑛彦
振付：酒井幸菜
8. きみの気持ち教えて!
作詞・作曲・編曲：KiWi
振付：的場華鈴（虹のコンキスタドール）
9. にじいろフィロソフィー
1stシングル。
作詞・作曲・編曲：PandaBoY
振付:酒井幸菜
10. ブランニューハッピーデイズ
2ndシングル。
作詞・作曲・編曲：ミナミトモヤ
振付：酒井幸菜
11. 初めて虹を見つけた日のことを今でも覚えてますか
作詞：NOBE、作曲・編曲：山田高弘
12. やるっきゃない! 2015
2ndシングル。
作詞・作曲・編曲：浅野尚志
振付：竹中夏海

### 初回限定盤DVD
- ミュージックビデオ

1. ぴくしぶおんど
2. にじいろフィロソフィー
3. やるっきゃない！2015
4. ブランニューハッピーデイズ
5. THE☆有頂天サマー!!